# Gortva
Gortva es un municipio del distrito de Rimavská Sobota en la región de Banská Bystrica, Eslovaquia, con una población estimada a final del año 2024 de 472 habitantes.
Se encuentra ubicado al este de la región, en la cuenca hidrográfica del río Sajó —un afluente derecho del río Tisza— y cerca de la frontera con la región de Košice y con Hungría.

## Demografía
| Año        | 1994 | 2004     | 2014    | 2024     |
| ---------- | ---- | -------- | ------- | -------- |
| Población  | 428  | 518      | 543     | 472      |
| Diferencia |      | +21,02 % | +4,82 % | −13,07 % |

| Año        | 2023 | 2024    |
| ---------- | ---- | ------- |
| Población  | 461  | 472     |
| Diferencia |      | +2,38 % |